# Ellen Crawford
Ellen Ann Crawford (Normal, 29 aprile 1951) è un'attrice statunitense.

## Biografia
Nata nell'Illinois, la Crawford studiò all'Università Carnegie Mellon e nel 1975 cominciò a svolgere l'attività di attrice.
Attiva soprattutto in teatro, la Crawford ha recitato anche in alcune pellicole cinematografiche fra cui L'uomo che venne dalla Terra e ha preso parte come guest star in svariati telefilm, ma deve la sua notorietà principalmente alla serie televisiva E.R. - Medici in prima linea, dove per molti anni ha interpretato l'infermiera Lydia Wright.
Ellen Crawford è coniugata con il collega Mike Genovese, che interpretò suo marito anche nella serie televisiva.

## Filmografia

### Cinema
- La miglior difesa è... la fuga (Best Defense), regia di Willard Huyck (1984)
- Teachers, regia di Arthur Hiller (1984)
- Scuola di medicina (Stitches), regia di Alan Smithee (1985)
- Who's That Girl, regia di James Foley (1987)
- The Invisible Kid, regia di Avery Crounse (1988)
- La guerra dei Roses (The War of the Roses), regia di Danny DeVito (1989)
- Faith - A passo di danza (Faith), regia di Ted Mather (1990)
- The Giant of Thunder Mountain, regia di James W. Roberson (1991)
- Momenti diversi (Ulterior Motives), regia di James Becket (1992)
- Soldier, regia di Paul W. S. Anderson (1998)
- L'uomo che venne dalla Terra (The Man from Earth), regia di Richard Schenkman (2007)
- Model Minority, regia di Lily Mariye (2012)
- Petunia, regia di Ash Christian (2012)

### Televisione
- Bravo Dick (Newhart) - serie TV, episodio 2x03 (1983)
- Tre cuori in affitto (Three's Company) - serie TV, episodio 8x07 (1983)
- The Master - serie TV, episodio 1x03 (1984)
- La signora in giallo (Murder, She Wrote) - serie TV, episodio 1x00 (1984)
- Dynasty - serie TV, episodio 5x02 (1984)
- Hill Street giorno e notte (Hill Street Blues) - serie TV, episodio 5x06 (1984)
- Dimensione Alfa (Otherworld) - serie TV, episodio 1x08 (1985)
- Giudice di notte (Night Court) - serie TV, episodio 5x05 (1987)
- Le notti del lupo (Werewolf) - serie TV, episodio 1x16 (1987)
- Mr. Belvedere - serie TV, episodio 4x16 (1988)
- In famiglia e con gli amici (Thirtysomething) - serie TV, episodio 2x11 (1989)
- China Beach - serie TV, episodio 4x03 (1990)
- Casalingo Superpiù (Who's The Boss?) - serie TV, episodio 7x12 (1990)
- Genitori in blue jeans (Growing Pains) - serie TV, episodio 7x06 (1991)
- I racconti della cripta (Tales from the Crypt) - serie TV, episodio 4x04 (1992)
- E.R. - Medici in prima linea (ER) - serie TV, 113 episodi  (1994-2009) - Lydia Wright
- Un detective in corsia (Diagnosis: Murder) - serie TV, episodi 4x04-4x05 (1996)
- Settimo cielo (7th Heaven) - serie TV, episodi 5x10-5x12 (2000-2001)
- The Division - serie TV, episodio 2x08 (2002)
- Boston Legal - serie TV, episodi 2x01-2x02 (2005)
- Senza traccia (Without a Trace) - serie TV, episodio 5x11 (2006)
- Mental - serie TV, episodio 1x12 (2009)
- Desperate Housewives - serie TV, episodi 6x17-6x18 (2010)
- Grey's Anatomy – serie TV, episodio 8x15 (2012)
- Boomers - serie TV, 14 episodi (2018)

## Doppiatrici italiane
Nelle versioni in italiano delle opere in cui ha recitato, Ellen Crawford è stata doppiata da:
- Angela Citterich in La guerra dei Roses
- Paola Piccinato in E.R. - Medici in prima linea
- Silvana Sodo ne L'uomo che venne dalla Terra
- Stefania Romagnoli in Mental